# John King (évêque)
John King (décédé le 30 mars 1621) est évêque de Londres dans l'Église d'Angleterre de 1611 à 1621.

## Biographie
King est né à Worminghall, dans le Buckinghamshire, de Philip King et d'Elizabeth Conquest. Après des études à la Westminster School, il s'inscrit à Christ Church, Oxford, en 1577, enseigne sous la direction du Dr Thomas Holland, obtenant un BA en 1580 et une MA en 1583. Aumônier de l'évêque John Piers, King devient prédicateur de la ville de York avant de devenir aumônier domestique de Thomas Egerton à Londres. En tant que recteur de St Andrews, Holborn en 1597 et prébendier de Sneating à la Cathédrale Saint-Paul de Londres en 1599, King devient un prédicateur anti-catholique calviniste bien connu. Nommé aumônier ordinaire de Jacques Ier, il est nommé doyen de Christ Church en août 1605. Il est vice-chancelier de l'Université d'Oxford de 1607 à 1610. Il est sacré évêque de Londres le 8 septembre 1611.
En 1617, selon Samuel Purchas, alors que Pocahontas est à Londres, King la reçoit "avec un état de fête et une pompe au-delà de ce que j'ai vu dans sa grande hospitalité offerte à d'autres dames".
King meurt le 30 mars 1621 (vendredi saint), apparemment de calculs biliaires ou de calculs rénaux. Les affirmations des propagandistes catholiques romains selon lesquelles il s'était converti à leur église sur son lit de mort ont été démenties dans un sermon prêché par son fils, Henry King, en novembre suivant.

## Famille
King épouse Joan Freeman et a huit enfants; leur fils aîné, Henry King (poète) (en), est poète et évêque de Chichester. Le deuxième fils John King est chanoine de Windsor et chanoine de Westminster . Le cinquième et plus jeune fils est Philip King, prêtre. Leur fille Elizabeth épouse Edward Holte, deuxième fils de Sir Thomas Holte (en), et a un fils, Sir Robert Holte. Son père désapprouve le mariage, provoquant une querelle familiale qui n'a jamais été réparée.
Un laiton commémoratif lui est dédié à la cathédrale Old St Paul.
King Street, la rue principale de Hammersmith, porte son nom.